# Binnenring (Amsterdam)
De Binnenring was een project van de gemeente Amsterdam om na de aanleg van de metrotunnels van de Oostlijn de passagiers van het voorlopige eindpunt op het Weesperplein verder de stad in te kunnen vervoeren. Het eerste gedeelte van de metro werd op 16 oktober 1977 geopend en van het voorlopige eindpunt op het Weesperplein verwachte men in de spitsuren ca. 30.000passagiers die zouden moeten worden opgevangen en hen een alternatieve verbinding met het centrum te bieden. Alleen met een geheel vrije trambaan waar in hoge frequentie aansluiting zou worden gegeven dacht men de stroom passagiers te kunnen verwerken.  
Deze Binnenring moet niet worden verward met de A10 door de buitenwijken die soms ook Binnenring wordt genoemd ter onderscheiding van de Buitenring, de zuidelijke A9 die min of meer als ring (eigenlijk meer als randweg) in een wijdere bocht om de stad loopt.

## Geschiedenis
De passagiers van de metro zouden tot 1980 op het Weesperplein moeten overstappen op tram en buslijnen om het centrum te bereiken. Voor de verbinding met de Nieuwmarktbuurt en het Centraalstation zou een pendelbuslijn worden ingesteld. Voor het centrum van de stad zouden de tramlijnen op de route Marnixstraat, Weteringschans en Sarphatistraat de aansluiting moeten verzorgen. Hiervoor was het wel noodzakelijk dat er een vrije baan zou worden aangelegd, dit in combinatie met eenrichtingverkeer afwisselend aan de linker of rechterkant hiervan om automobilisten te bewegen gebruik te maken van de parallel gelegen Centrumring over de Nassaukade, Stadhouderskade en Mauritskade.      

### Besluit

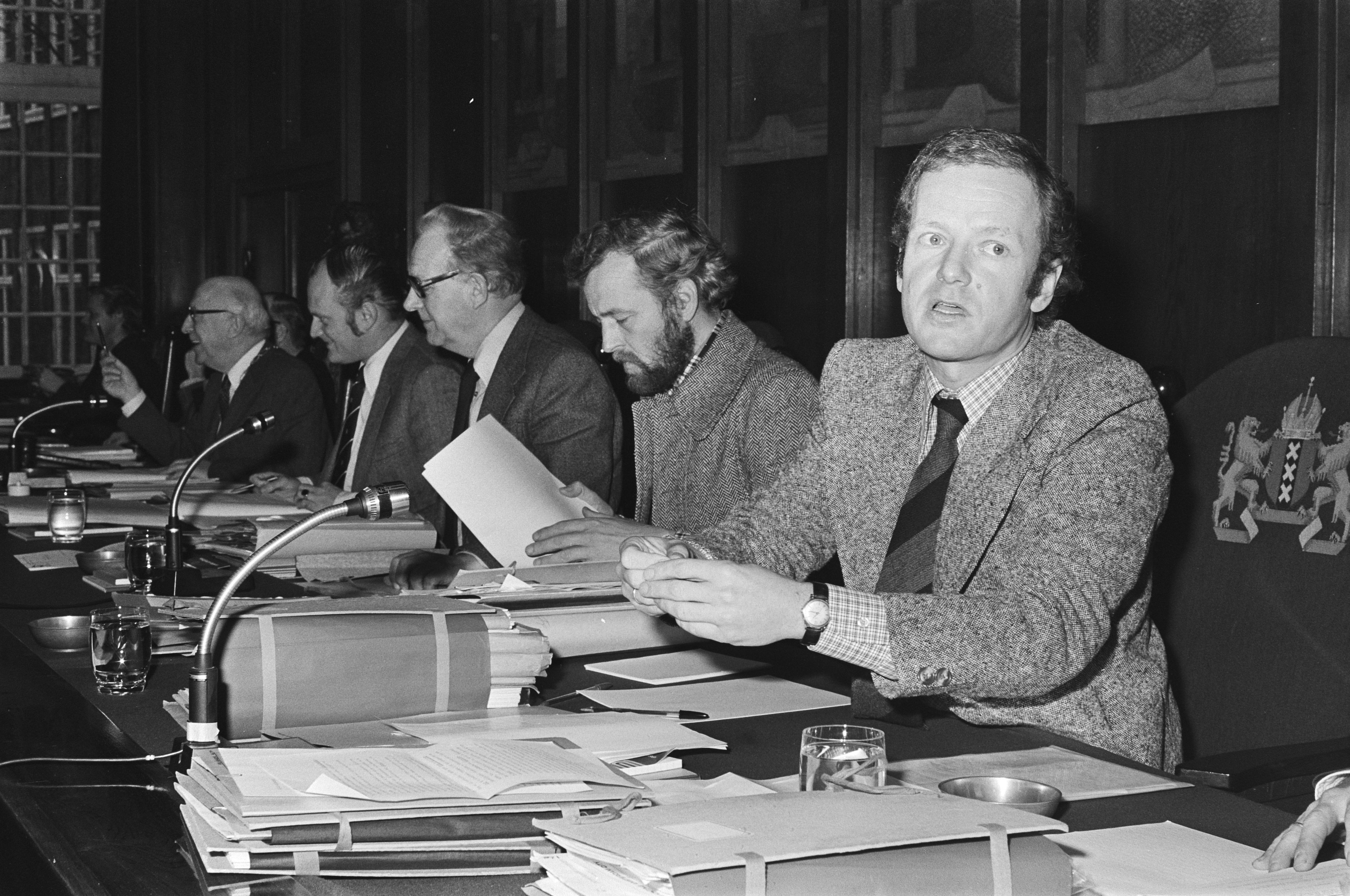
Gemeenteraadsvergadering met wethouder Pitt Treumann over Binnenring 1976

Door de gemeenteraad werd na een lang debat met vele schorsingen, waaronder een van ongeveer 2 uur, om 3.30 uur in de nacht volgend op 9 december 1976 met 30 stemmen voor en 15 tegen met een uiteindelijke 2/3 meerderheid tot de aanleg besloten. De aanlegkosten zouden ca. 40 miljoen gulden bedragen waarvan het ministerie van verkeer en waterstaat in het kader van een rijksbijdrageregeling 80% van  (25 miljoen gulden) zou bijdragen.

### Protest
Het Amsterdamse bedrijfsleven protesteerde krachtig tegen dit besluit en was bevreesd voor verlies van klanten omdat de aanleg van de vrije trambaan, waar volgens plan ca. 55trams per uur per richting zouden gaan rijden, de binnenstad als een onneembare gordel zou afsluiten en het instellen van eenrichtingsverkeer het de automobilisten moeilijk zou maken de binnenstad te bereiken per auto en er een parkeerplaats te vinden. Het kwam zelfs tot een kort geding dat echter werd afgewezen waarna nog hoger beroep volgde dat ook werd afgewezen. 

### Realisatie

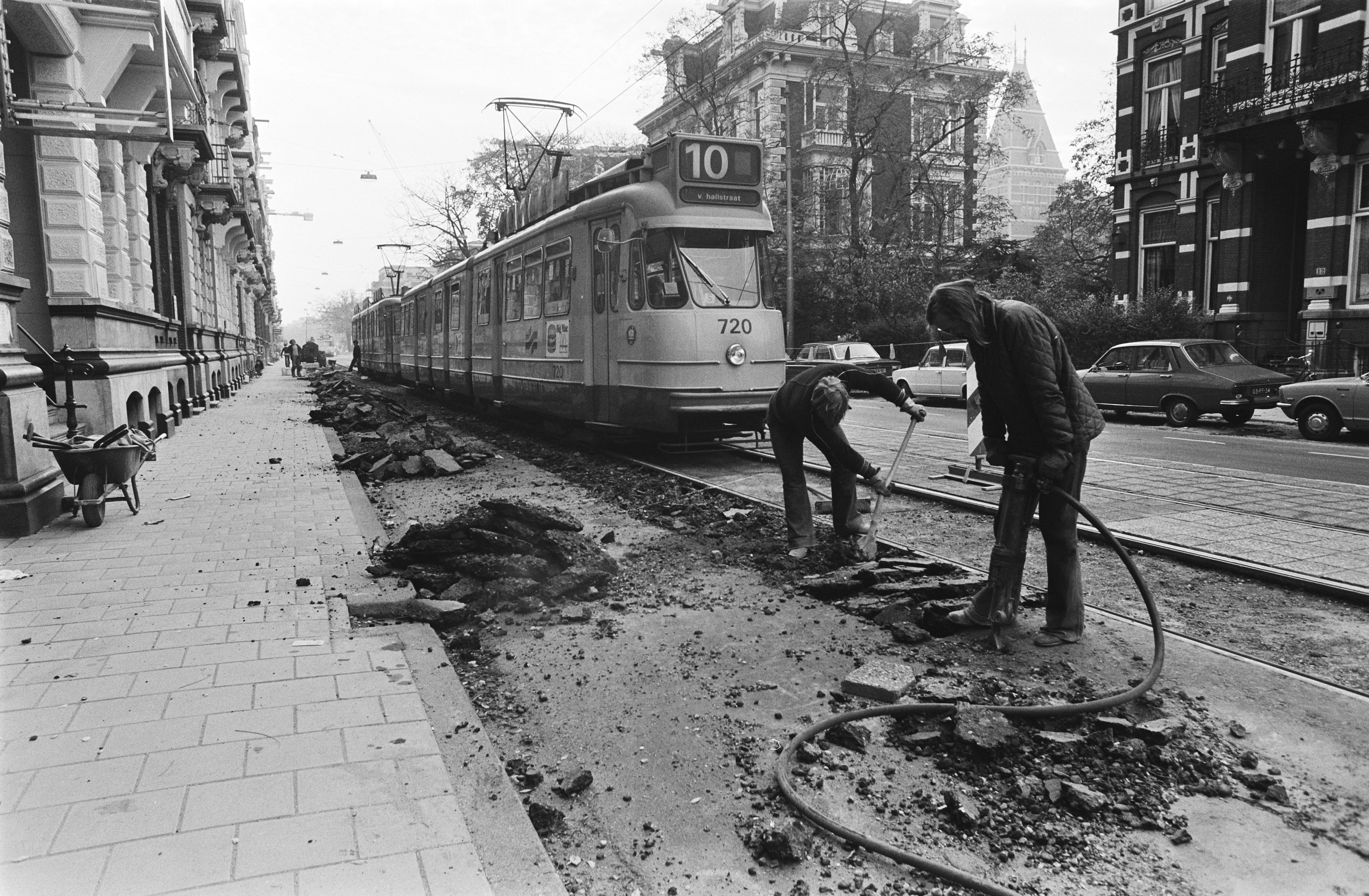
Werkzaamheden Weteringschans 1978

Hierdoor konden de werkzaamheden voor de aanleg pas beginnen op 1 november 1977, na de opening van de metro, en kwamen pas in de zomer van 1979 geheel gereed. De vrije baan werd uitgevoerd op verhoogd plateau met sierbestrating. De Hogesluis was in 1977 al vernieuwd.            
De sporen op het Weteringcircuit werden in beide richtingen verlegd naar de noordzijde waardoor de trams het circuit niet meer hoefden te ronden. De sporen bleven echter wel beschikbaar voor omleidingen.   

## Fietsroute
In de jaren twintig van de 21e eeuw is er opnieuw een plan met de naam Binnenring door dezelfde straten, nu voor een doorgaande fietsroute aan twee kanten met in het midden een juist niet vrije trambaan, waarop auto's beperkt worden toegelaten en maximaal 30 kilometer per uur mogen rijden. Naar verwachting is dit project in 2026 gereed.